# Massakory
Massakory – miasto w Czadzie, w regionie Hadjer-Lamis, departament Dagana; 15 406 mieszkańców (2005), położone 125 km na północny wschód od Ndżameny.
W mieście działa lotnisko.